# Susan Fraser
Susan Fraser, née le 15 juillet 1966 à Aberdeen, est une joueuse britannique de hockey sur gazon.
Elle fait partie de l'équipe de Grande-Bretagne de hockey sur gazon féminin médaillée de bronze des Jeux olympiques de 1992 à Barcelone.